# Manglieu
Manglieu ist eine französische Gemeinde mit 472 Einwohnern (Stand 1. Januar 2022) im Département Puy-de-Dôme in der Region Auvergne-Rhône-Alpes. Sie gehört zum Arrondissement Clermont-Ferrand und zum Kanton Vic-le-Comte.

## Lage
Das Gemeindegebiet wird vom Fluss Ailloux durchquert. Nachbargemeinden von Manglieu sind Busséol, Laps, Sallèdes, Pignols, Vic-le-Comte, Yronde-et-Buron, Isserteaux, Aulhat-Flat mit Aulhat-Saint-Privat, Saint-Babel, Sauxillanges und Sugères.

## Bevölkerungsentwicklung
| Jahr                       | 1962 | 1968 | 1975 | 1982 | 1990 | 1999 | 2007 |
| Einwohner                  | 329  | 405  | 384  | 400  | 421  | 411  | 433  |
| Quellen: Cassini und INSEE |      |      |      |      |      |      |      |

## Sehenswürdigkeiten
- Kirche Saint-Sébastien (ehemalige Klosterkirche, 12. Jahrhundert, Monument historique)
- Kirche Notre-Dame (Ehemalige Pfarrkirche, 15. Jahrhundert, abgerissen)